# Sèrbia i Montenegro al Festival de la Cançó d'Eurovisió Júnior
Sèrbia i Montenegro va ser un dels països que va debutar al Festival de la Cançó d'Eurovisió Júnior en 2005.
Sèrbia i Montenegro va participar en el Festival d'Eurovisió Júnior només una vegada durant la seva existència. Va ser en 2005 amb Filip Vučić, qui va representar el país amb "Ljubav Pa Fudbal".
Després de la dissolució del país en 2006, Sèrbia va continuar participant en el concurs des de l'any següent, en 2006, mentre que Montenegro va debutar com a nació independent en 2014.

## Història
Abans de 2005, Sèrbia i Montenegro havia emès el concurs de 2003. El 2 d'agost de 2005, es va anunciar que Sèrbia i Montenegro havien de debutar al Festival de la Cançó d'Eurovisió Junior 2005, a l'Ethias Arena de Hasselt, Bèlgica el 26 de novembre de 2005. Les emissores nacionals Radio Television of Sèrbia (RTS) i Radio Televizija Crne Gore (RTCG), que són membres de la Unió Europea de Radiodifusió (EBU) van ser responsables de la seva participació debut en el que seria l'única vegada que van competir com a nació al Festival de la Cançó d'Eurovisió Junior, abans del referèndum d'independència de Montenegro el 2006.
Després de la dissolució de Sèrbia i Montenegro, tots dos van competir al Festival de la Cançó d'Eurovisió Júnior com Sèrbia al Festival de la Cançó d'Eurovisió Júnior de 2006, i Montenegro al Festival de la Cançó d'Eurovisió Júnior de 2014. Neustrašivi učitelji stranih jezika va passar a ser el primer participant de Sèrbia el 2006 com a nació independent, mentre que el duo infantil Maša Vujadinović i Lejla Vulić van representar Montenegro el 2014.

## Participacions
Llegenda
| Any  | Seu     | Artista     | Cançó              | Lloc | Punts |
| ---- | ------- | ----------- | ------------------ | ---- | ----- |
| 2005 | Hasselt | Filip Vučić | «Ljubav pa fudbal» | 13   | 29    |